# 新潟県道366号両善寺西野谷新田線
新潟県道366号両善寺西野谷新田線（にいがたけんどう366ごう りょうぜんじにしのやしんでんせん）は、新潟県妙高市内を通る一般県道である。

## 概要

### 路線データ
- 起点：新潟県妙高市大字両善寺字堰上
- 終点：新潟県妙高市大字西野谷新田字清水出（新潟県道261号西野谷二本木停車場線交点）

## 地理

### 通過する自治体
- 新潟県妙高市

### 接続する道路
- 妙高市道（起点：妙高市大字両善寺字堰上）
- 新潟県道261号西野谷二本木停車場線（終点：妙高市大字西野谷新田字清水出）

### 周辺
- 矢代温泉 友楽里館（ゆらりかん）
- 矢代川